# Ornica
Ornica (lombardul: Örniga) település Olaszországban, Lombardia régióban, Bergamo megyében. Lakosainak száma 137 fő (2023. január 1.). Ornica Valtorta, Cassiglio, Cusio és Gerola Alta községekkel határos.

## Népesség
A település lakossága az elmúlt években az alábbi módon változott:
| Lakosok száma | 152  | 152  | 137  |
|               | 2017 | 2018 | 2023 |